# الجمعية الأمريكية للمهندسين المدنيين
الجمعية الأمريكية للمهندسين المدنيين (بالإنجليزية: American Society of Civil Engineers)‏ هي جمعية غير ربحية تأسست عام 1852 لتمثل المهندسين المدنين حول العالم. وتعد الجمعية أكبر تجمع للمهندسين المدنيين في العالم إذ يزيد عدد أعضائها عن 140.000 عضو حول العالم. وترتكز أهدافها على تعريف المهندسين بالتكنولوجيا الجديدة وتشجيع التعليم مدى الحياة بالإضافة إلى الارتقاء بمهنية أعضائها وتطوير قادة قادرين على بناء مستقبل مشرق.

## التأسيس
تأسست الجمعية في 5 نوفمبر عام 1852 بمدينة نيويورك بمسمى الجمعية الأمريكية للمهندسين المدنيين والمعماريين (American Society of Civil Engineers and Architects). ونعتبر أول جمعية هندسية اسست بالولايات المتحدة الأمريكية. عندما تم تأسيس المعهد الأمريكي للعمارة عام 1857 تم ازالة عبارة المعماريين من اسم المنظمة حيث أصبح اسم المنظمة (American Society of Civil Engineers) وتفرغت الجمعية للأهتمام بالشوون العلمية والتكنولوجيه للهندسة المدنية فقط.

## المهمة
الجمعية تقوم بتمثيل مهنة الهندسة المدنية في الولايات المتحدة الأمريكية. ومهمتها تتركز في توفير القيم الأساسية لأعضائها وشركائها وتطوير الهندسة المدنية وخدمة مصالح المجتمع. وتقوم الجمعية بتشجيع تطوير تكنولوجيات الهندسة المدنية، واتاحية وتوفير الادوات والمصادر للتعليم المستمر لأصحاب المهنة. وتقوم الجمعية أيضا بتشجيع وتطوير مهارات القيادات من المهندسين المدنين، وتروج لمبدأ الإدارة الجيدة للمشاريع المدنية ومشاريع البنية التحتية والبيئة.

## المنشورات
تعتبر الجمعية أكبر ناشر في مجال الهندسة المدنية، حيث تنتج الجمعية حوالي 55.000 ورقة من البحوث والدراسات التقنية. يقوم قسم المنشورات بالجمعية بانتاج 33 مجلة علمية ومحكمة، مداولات للمؤتمرات، معاير واقيسة، مراجع للعمل الهندسي، تقارير اللجان الفنية، ودراسات علمية. تتمتع الجمعية بوجود قاعدة بيانات تحتوي على حوالي 200.000 موضوع وهي متوفرة عن طريق موقع الجمعية على الإنترنت، بالإضافة إلى مصادر أخرى تساعد في ممارسة مهنة الهندسة المدنية من ضمنها فهرس لجميع منشورات الجمعية. تقوم الجمعية أيضا بنشر مجلة الهندسة المدنية (Civil Engineering) وهي تعتبر المجلة الرسمية لفعاليات واخبار الجمعية.

### الدوريات المحكمة
تقوم الجمعية بنشر 3 دوريات علمية محكمة تقوم بمناقشة وتبادل التجارب والمعارف في حقل الهندسة المدنية لقرائها. تشكل المعلومات المنشورة في الدويات ارشيف حي للتطور التقني لمهنة الهندسة المدنية. تتوفر جميع إصدارات الدوريات من عام 1990 إلى عام 2006 بشكل اليكتروني على موقع الجمعية.

### الكتب
تقوم المنظمة بنشر كتب في مجال بحوث ومماراسات الهندسة المدنية، ويتم مراجعة وتحكيم كل كتاب قبل عملية النشر بواسطة خبراء كلا في مجاله. حتى الآن بلغ مجموع الكتب الصادرة من الجمعية حوالي 1.500 عنوان بين كتب مواصفات ومقاييس وتقارير اللجنات العلمية وغيرها.

### المجلات
مجلة الهندسة المدنية (Civil Engineering) وهي مجلة الجمعية الرسمية وتصدر بشكل شهري، تحتوي المجلة على مقالات تتناول المشاريع والأحداث المهمة في مجال الهندسة المدنية. تحاول المجلة ان تقوم بتوفير مقالات تجذب القراء من مختلف الاهتمامات في حقل الهندسة المدنية ولا تركز على مجالات محددة. ومن المجلات الأخرى التي تقوم الجمعية بنشرها مجلة اخبار الجمعية (ASCE News) واللتي تختص بنشر اخبار انشطة الجمعية.

## التعليم والندوات المؤتمرات
تقوم الجمعية كل عام بتنظيم واستضافة 15 مؤتمر من ضمنها المؤتمر السنوي للجمعية. وتقوم الجمعية سنويا باستضافة 560 ندوة تدور وتتمحور حول الشؤون التقنية والادارية للهندسة المدنية، ومن ضمن هذة الندوات 250 ندوة تعقد بشكل اليكتروني بواسطة كاميرا الويب. بالإضافة إلى ذلك تقدم الجمعية مثات من برامج التعلم عن بعد سنويا. وتقوم المنظمة بمنح وحدات التعلم المستمر (CEUs) وساعات التطوير الاحترافي (PDHs) لمؤاتمراتها وندواتها ووورشات العمل اللتي تقوم به وغالبية برامج التعليم عن بعد أيضا، لكي تساعد المهندسين المنتمين اليها على الوفاء بشروط الحفاظ على الرخصة الهندسية.
و تقوم الجمعية أيضا بدعم جميع برامج التعليم التقليدي في الجامعات والكليات واقسام الهندسة المدنية.
يتبع الجمعية ثمانية معاهد تقنية تقوم بخدمة ممارسي الهندسة المدنية المنتمين لجميع الفروع التقنية ضمن الهندسة المدنية وهي:
- معهد الهندسة المعمارية (Architectural Engineering Institute AEI).
- معهد السواحل والمحيطات والموانئ والانهار (Coasts, Oceans, Ports and Rivers Institute COPRI).
- معهد البناء (Construction Institute CI).
- معهد المكيانيكا الهندسية (Engineering Mechanics Institute EMI).
- معهد موارد المياة والبيئة (Environmental and Water Resources Institute EWRI).
- معهد الجيوليوجيا (Geo-Institute G-I).
- معهد المواصلات والتطوير (Transportation and Development Institute T&DI).
- معهد الهندسة الإنشائية (Structural Engineering Institute SEI).

## الأقسام
يقوم أكثر من 6200 مهندس مدني ومهني بالعمل في العديد من اللجان التقنية بالجمعية ويقومون بخدمات أخرى غير عملهم في اللجان لتطوير الجمعية ومهنة الهندسة المدنية. تحتوي الجمعية على 12 قسم ومجلس تقني، ويعض هذة الاقسام والمجالس تحتوي اقسام تندرج تحتها. ومن ضمن هذة الاقسام والمجالس:
- قسم الفضاء (Aerospace Division ASD).
- لجنة التضام المتري (Committee on Metrication COM).
- لجنة الاستدامة (Committee on Sustainability CS).
- مجلس الحد من الكوارث (Council on Disaster Reduction CDR)
- قسم الطاقة (Energy Division EYD).
- لجنة الجيوماتكس (Geomatics Division GMD).
- قسم الأنابيب (Pipeline Division PLD).
- المجلس التقني لهندسة المناطق الباردة (Technical Council on Cold Regions Engineering TCCRE).
- المجلس التقني للحاسب ونظم المعلومات (Technical Council on Computers and IT TCCIT).
- المجلس التقني لهندسة التحقيق (Technical Council on Forensic Engineering TCFE)
- المجلس التقني لهندسة الزلازل (Lifeline and Earthquake Engineering TCLEE).
- المجلس التقني لهندسة الرياح (Technical Council on Wind Engineering TCWE).

## الجوائز والتصنيفات
ترعى الجمعية عدد من الجوائز للأعمال الخلاقة في المجالات المختلفة للهندسة المدنية، وبعض هذه الجوائز عبارة عن ورق يسلم إلى جرائد الجمعية. الجمعية تقوم أيضاً بتصنيف معالم الهندسة المدنية التاريخية القومية والعالمية.

### عجائب الدنيا
في محاولة منها لعمل نظير معاصر لعجائب الدنيا السبع القديمة فقد قامت الجمعية بعمل تصنيف معاصر على غرار هذه العجائب:
- مبنى إمباير ستيت (نيويورك، الولايات المتحدة الأمريكية)
- سد إيتايبو (البرازيل وباراغواي)
- برج سي إن (تورونتو وأونتاريو، كندا)
- قناة بنما (بنما)
- نفق المانش (فرنسا والمملكة المتحدة)
- أعمال الحماية من بحر الشمال متضمنة أعمال زاوديرزي وأعمال الدلتا (هولندا)
- جسر البوابة الذهبية (سان فرانسيسكو، الولايات المتحدة الأمريكية)

## وصلات خارجية
- موقع مجلة الهندسة المدنية (Civil Engineering)